# Anne-Marie Ferrières
Pour les articles homonymes, voir Ferrières.
Anne-Marie Ferrières, née Jeanne Hovine le 7 février 1888 à Tournai (province de Hainaut) et morte le 30 août 1992 à Ixelles (région de Bruxelles-Capitale), est une comédienne de théâtre et de cinéma belge. Elle est aussi la première illustratrice belge de bande dessinée.

## Biographie
Jeanne Laure Alvina Hovine est née le 7 février 1888 à Tournai. Son père, Jules Hovine, est médecin, et sa mère, Alvina Martha (1863-?), comédienne amateur. Elle a une sœur, Laure (1896-1983).

### L'illustration
Dès son plus jeune âge, elle commence à interpréter des rôles au théâtre, aux côtés de sa mère et pratique aussi le dessin avec assez de talent pour qu'un éditeur lui achète ses croquis de théâtre 25 centimes pièce. Elle illustre aussi les histoires écrites par sa sœur Laure.
En 1917, elles exposent leur travail à une bourse de jouets et ont beaucoup de succès. À la demande de la Child Health Foundation, elles publient Journal d'une Poupée belge pendant la guerre, puis, la même année Conte sous-marin, Annette et Doric, Fanfreluche et Papillon, roi de Ruthie, un recueil de quatre contes édités par Céline Dangotte. Dans la Collection du Petit Artiste (nl) du même éditeur, composée d'estampes et de lithographies pour enfants auxquelles collaborent également des artistes de renom tels que Léon Spilliaert et Ramah, Jeanne Hovine dessine une série de dix lithographies intitulée En aéroplane dans les sept ciels.
Jeanne et Laure Hovine créent ensuite Nic et Nac, des jumeaux (Nic est un garçon, Nac une fille) vêtus de costumes à carreaux noirs et blancs. Ces histoires paraissent dans une page hebdomadaire du journal Le Soir sous forme de bande dessinée. Les histoires paraissent ensuite en albums, sont traduites en plusieurs langues et connaissent onze ans de succès, de 1924 à 1934. Le Roi Albert Ier passe pour en être un lecteur assidu. Elles sont aussi adaptées pour le théâtre et jouées au Théâtre des Galeries en 1934.
Pendant cette période, Jeanne Hovine expose également des tableaux, notamment en 1924 au Cercle artistique et littéraire de Bruxelles.
Par la suite, Laure épouse Maxime Stengers, a deux enfants et plus guère de temps pour la création.

### Le théâtre
Jeanne Hovine, tout en poursuivant l'illustration, se tourne de plus en plus vers le théâtre. Afin de garder un certain anonymat, la profession d'actrice n'ayant pas très bonne réputation, elle joue sous le pseudonyme de Anne-Marie Ferrières, du prénom de sa nièce et du nom d'un village de la province de Liège choisi au hasard. Elle refuse pourtant les propositions de Jules Delacre ou Jacques Copeau d'aller à Paris. Ce n'est qu'après la mort de son père qu'elle commence une carrière professionnelle.
Entre les deux guerres, elle joue au Rataillon d'Albert Lepage, puis fait partie de la première petite troupe montée par Théo Fleischmann pour l'Institut national de radiodiffusion (INR). Elle lit des poèmes, participe aux pièces radiophoniques et fait parfois office de speakerine.
Elle pratique tous les genres, tous les auteurs et joue sur toutes les scènes bruxelloises : du Théâtre de Poche, des Galeries, du Parc, Théâtre national, le Rideau ou le Théâtre Molière... Michel de Ghelderode en personne lui demande de créer Sire Halewijn. Elle est la partenaire d'acteurs prestigieux : Jules Berry, Berthe Bovy, Fernand Ledoux, Madeleine Renaud. Elle joue dans Monna Vanna de Maeterlinck, Andromaque et puis Mamouret de Jean Sarment où, à l'âge de 40 ans, elle incarne une centenaire.
À la fin de sa carrière, elle joue à la Comédie Claude Volter Photo-Finish de Peter Ustinov, Port Royal de Montherlant. Elle obtient en 1973, à l'âge de 85 ans, l'Ève du théâtre pour son interprétation de la Reine Mary dans Abdication à Buckingham Palace de Royce Ryton, à 85 ans.
« Ce que j'aime, c'est entrer dans la peau d'un personnage au point de me sentir changée. Car quand on joue avec ferveur, on prend presque la personnalité de ce double. »

### Le cinéma
Au cinéma, elle joue plutôt des seconds rôles dans des films belges, aux côtés d'acteurs célèbres : Vive le duc ! avec Marie-José Nat et Francis Blanche, Bruno, l'enfant du dimanche avec Roger Hanin ou Isabelle devant le désir avec Jean Rochefort, Annie Cordy et Mathieu Carrière.
Elle joue aussi dans le documentaire Au pays de Thiel Uilenspiegel de Charles Dekeukeleir en 1948 où elle interprète la voix de la mer.

### Fin de vie
Anne-Marie Ferrière continue à monter sur scène jusqu'à l'âge de 92 ans et travaille à la radio jusqu'à l'âge de 100 ans.
Elle meurt le 30 août 1992 à Ixelles, à l'âge de 104 ans.

## Théâtre (courte sélection)
- 1933 : Le Jeu d'Adam de Rutebeuf au théâtre Retaillon
- 1938 : Tripes d'or de Fernand Crommelynck, mise en scène de Marcel Josz au Théâtre royal du Parc
- 1944 : Charles le Téméraire de Georges Sion, mise en scène de Claude Étienne au Rideau de Bruxelles
- 1944 : Antigone de Jean Anouilh, mise en scène de Robert Lussac au Théâtre Molière
- 1949 : Pourquoi pas moi ? d'Armand Salacrou, mise en scène de André Berger, au Rideau de Bruxelles
- 1952 : L'Invasion d'Arthur Adamov, mise en scène de Roland Ravez au Théâtre de Poche
- 1959 : La mariée est trop belle de Michel Duran, mise en scène de Jean-Pierre Rey au Théâtre royal des Galeries
- 1959 : Bauduin des mines de Oscar-Paul Gilbert, mise en scène de Georges Jamin, au Théâtre royal du Parc
- 1969 : Hedda Gabler d'Henrik Ibsen, mise en scène de Lucien Baltuch, divers lieux
- 1975 : Nicotine et Guillotine, adaptation de Claude Volter, compagnie Claude Volter
- 1980 : Le Saut du lit de John Chapman et Ray Cooney, mise en scène de Claude Vignot, Compagnie des Galeries.

## Filmographie
- 1946 : Forçats d'honneur, film belge de Georges Lust et Émile-Georges De Meyst[7]
- 1947 : Le Pèlerin de l'enfer, film belge de Henri Schneider[8]
- 1948 : Au pays de Thiel Uilenspiegel, documentaire belge de Charles Dekeukeleire[6]
- 1960 : Vive le duc !, film belgo-français de Jean-Marc Landier et Michel Romanoff[9]
- 1969 : Bruno, l'enfant du dimanche film franco-belge de Louis Grospierre[10]
- 1970 : Paix sur les champs, film belge de Jean-Pierre Boigelot[11],
- 1975 : Isabelle devant le désir, film belge de Jean-Pierre Berckmans.

## Publications
- Laure Hovine, Jeanne Hovine (ill.), Journal d'une poupée belge, 1914-1918, Bruxelles, l'Art décoratif C. Dangotte, 1918
- Laure Hovine, Jeanne Hovine (ill.), Conte sous-marin, Annette et Doric, Fanfreluche, Papillon, roi de Ruthie, Bruxelles, Édition de l’art décoratif, 1918.